# Kuivajõe
Kuivajõe – wieś w Estonii, w prowincji Harju, w gminie Kose.